# Montgomery Scott
Montgomery "Scotty" Scott é um dos personagens principais do seriado americano de ficção científica Star Trek: A Série Original e dos sete primeiros longa-metragens para o cinema, sendo interpretado pelo ator James Doohan. O personagem ocupava o posto de engenheiro-chefe a bordo das naves estelares USS Enterprise e USS Enterprise-A. Na série, detém a patente de Tenente-comandante (Lieutenant Commander, em inglês); a partir do longa-metragem Star Trek: The Motion Picture, foi promovido a Comandante (Capitão-de-Fragata, em Portugal) da Frota Estelar; por fim no longa-metragem Star Trek: Generations aparece com a patente de Capitão, que o acompanha até sua última aparição na série.[carece de fontes?]
Scotty tem uma participação especial no episódio Relics, da série Jornada nas Estrelas: A Nova Geração (Star Trek: The Next Generation), do qual tinha um tom de despedida do velho engenheiro da Enterprise, encerrando com Scotty a navegar pela galáxia procurando coisas para consertar. O personagem tem origem escocesa, deixando explícito com a gaita de fóle, um pesado sotaque da região, e o costume de beber whisky. É tambem descrito como uma pessoa absolutamente apaixonada pelo que faz, afirmando isto no episódio "Relics", de Star Trek: The Next Generation que, mesmo sendo promovido a capitão de fragata, na verdade "nunca quis ser outra coisa além de um engenheiro".

No continuidade alternativa iniciada pelo filme Star Trek, de 2009, Scott é interpretado pelo ator inglês Simon Pegg. Fã da série, Pegg baseou seu sotaque escocês na sua esposa de Glasgow, com alguma colaboração do filho do já falecido Doohan. No primeiro filme, Scotty é encontrado por James T. Kirk e o Spock original em um planeta gelado, onde o engenheiro e seu assistente alienígena tinham sido exilados como punição por um incidente com o cachorro de Jonathan Archer no teletransportador. A continuação Star Trek Into Darkness (2013) vê Scotty removido da Enterprise após recusar a receber torpedos sem relatórios sobre sua origem ou conteúdo, mas atendendo um pedido de Kirk investiga e descobre uma conspiração na Frota Estelar. Pegg co-escreveu o terceiro filme, Star Trek Beyond (2016).